# Giuseppe Campanini
Giuseppe Campanini (Casteggio o Lungavilla, 1864 – Lungavilla, 1937 circa) è stato un latinista italiano.

## Biografia
Giuseppe Campanini nacque a Casteggio o a Lungavilla nel 1864 e di lui si hanno pochissime notizie, principalmente raccolte a seguito di una campagna di Tuttolibri. Laureatosi all'Università di Roma, almeno dal 1911 fu professore di lettere nel triennio inferiore nel liceo Umberto I di Roma. Nel 1929 fu promosso preside e trasferito da Roma e fu pensionato nel 1934. Morì nel 1937 circa a Lungavilla, ove possedeva una villetta. É principalmente ricordato per la sua collaborazione con Giuseppe Carboni al progetto di un dizionario di latino, che poi avrebbe ottenuto grande successo. Questo, noto ancora oggi come Campanini Carboni, è pubblicato dalla casa editrice Paravia dal 1911.